# 1978
1978 (MCMLXXVIII) fou un any normal del calendari gregorià començat en diumenge, corresponent al 1900 en el calendari saka (Bali) i Shaka Samvat (Índia).

## Esdeveniments
Països Catalans
- 4 de gener, Figueres (Alt Empordà): Apareix la primera edició del Setmanari de l'Alt Empordà.[1]
- 7 de març, Palma, Mallorca: Estrena mundial de l'obra de gegants i capgrossos Mori el Merma, col·laboració entre el Teatre de la Claca i el pintor Joan Miró.
- 13 d'abril, València: el Consell del País Valencià hi celebra la primera sessió, un cop reinstaurada la Generalitat.
- 11 de juliol, Sant Carles de la Ràpita, Montsià: Un camió cisterna carregat de gas propà, té un accident i col·lideix amb la tanca que limita el Càmping Els Alfacs amb la N-340, i explota, moren 215 persones. A conseqüència d'aquest incident, construeixen la variant de Sant Carles de la Ràpita, la N-340.
- 16 de juliol: Es crea el Partit dels Socialistes de Catalunya, per la unificació de tres partits: el Partit Socialista de Catalunya (Congrés), el Partit Socialista de Catalunya (Reagrupament) i la Federació Socialista de Catalunya (PSOE).[2]
- 28 de juliol, Palma, Mallorca: es constitueix el Consell General Interinsular al castell de Bellver.
- 27 de setembre, Barcelona: S'estrena Antaviana, una obra de teatre musical de Dagoll Dagom, basada en textos de Pere Calders, amb música i cançons de Jaume Sisa.[3]
- 26 d'octubre, Barcelona: Es publica el primer número del diari El Periódico de Catalunya.[4]
- 6 de desembre, Espanya: s'hi celebra el referèndum que plebiscitarà la Constitució espanyola.
- 30 de desembre, Manresa, Bages: Es publica el número u del diari Regió7.[5]

Resta del món
- Gaza, Franja de Gaza: Fundació de la Universitat Islàmica de Gaza.[6]
- 16 de març, Roma, Itàlia: les Brigades Roges segresten Aldo Moro (l'assassinaran el 9 de maig).
- març-abril, Presó de Maze, Belfast, Irlanda del Nord: La protesta de la manta que duen a terme els presos de l'IRA Provisional i l'INLA des del 1976 escala a la protesta de la brutícia quan es neguen a abandonar les seves cel·les a causa del tracte intimidatori que rebien dels funcionaris de presons. La protesta durarà fins a l'any 1981, quan s'inicia la segona vaga de fam.
- 18 d'abril, Washington D.C., Estats Units: el Senat Estatunidenc ratifica -per un estret marge de vots- els Tractats del Canal de Panamà, signats entre Jimmy Carter i Omar Torrijos, segons els quals el 31 de desembre de 1999 aquest canal passarà a mans panamenyes.[7]
- 27 d'abril, Afganistan: Revolució de Saur, va ser una revolució comunista ocorreguda a l'Afganistan, dirigida pel Partit Democràtic Popular de l'Afganistan contra el mandat del president Muhammad Dawud Khan.[8]
- 22 de juny, Observatori Naval dels Estats Units, Washington DC, EUA): l'astrònom estatunidenc James W. Christy descobreix Caront, el satèl·lit més gran de Plutó.
- 7 de juliol, Salomó: aquest país esdevé independent del Regne Unit.
- 17 de setembre, Pau de Camp David, signada entre Israel i Egipte[9]
- 15 d'octubre, el Vaticà: el conclave proclama papa Carol Woytila, que regnarà com a Joan Pau II.
- 18 de desembre: Dominica esdevé membre de l'ONU.

### Cinema
| M/d   | Direcció          | Títol                              | Gènere      |
| ----- | ----------------- | ---------------------------------- | ----------- |
| 11/27 | Francesc Bellmunt | L'orgia                            | comèdia     |
| 09/04 | Carles Mira       | La portentosa vida del pare Vicent | sàtira      |
| 02/24 | Marco Ferreri     | Adéu al mascle                     | fantàstic   |
| 09/21 | Ermanno Olmi      | L'arbre dels esclops               | drama hist. |

### Còmics i literatura
- Nicole Boumaâza publica "El petit jove marroquí"
- Neix a Tòquio l'escriptora Asuka Fujimori.

### Deport
El 15 d'agost s'inaugurà el Nou Trinquet de Guadassuar, amb dos partides i figures de l'època com Genovés I o Eusebio (pilotari).

### Música
| M/d   | Artistes                 | Títol                         | Estil       |
| ----- | ------------------------ | ----------------------------- | ----------- |
|       | Doble Zero               | Abre tu mente                 | rock        |
|       | Lluís el Sifoner         | La mare que els ha parit      | folk        |
| 11?   | La Trinca                | Don Jaume el Conquistador     | musical     |
| 06/   | The Alan Parsons Project | Pyramid                       | rock prog.  |
| 10/07 | Dire Straits             | Dire Straits                  | rock        |
|       | Brian Eno                | Ambient 1: Music for Airports | ambient     |
| 09/18 | Ace Frehley              | Ace Frehley                   | rock        |
| 10/07 | Billy Joel               | 52nd Street                   | rock        |
| 04/02 | Kiss                     | Double Platinum               | rock        |
|       | Kiss                     | The Originals II              | rock        |
| 05/19 | Kraftwerk                | Die Mensch-Maschine           | electrònica |
| 11/02 | The Police               | Outlandos d'Amour             | rock        |
| 11/10 | Queen                    | Jazz                          | reggae rock |
| 01/20 | Gerry Rafferty           | City to City                  | rock        |
|       | Steve Reich              | Music for 18 Musicians        | minimalisme |
|       | Joaquín Sabina           | Inventario                    | cançó       |
| 09/18 | Gene Simmons             | Gene Simmons                  | rock        |
| 06/02 | Bruce Springsteen        | Darkness on the Edge of Town  | rock        |

Naiximents
- 10gen  Étienne Drapeau (cantautor)
- 25feb  Maian Kärmas (cantautora)
- 31mai  Mika Kobayashi (cantant)
- 29jun  Nicole Scherzinger (Pussycat Dolls)
- 25nov  Shiina Ringo (cantant de J-pop)

Morts
- 27gen  Marguerite Canal (compositora)

### Premis Nobel
| Camp                  | Guardonats                                                         |
| --------------------- | ------------------------------------------------------------------ |
| Física                | - Piotr Leonídovitx Kapitsa - Arno Penzias - Robert Woodrow Wilson |
| Química               | - Peter D. Mitchell                                                |
| Medicina o Fisiologia | - Werner Arber - Daniel Nathans - Hamilton O. Smith                |
| Literatura            | - Isaac Bashevis Singer                                            |
| Pau                   | - Anwar El Sadat - Menachem Begin                                  |
| Economia              | - Herbert Simon                                                    |

### Videojocs
El primer d'abril, Taito comercialitzà als Japons la recreativa Space Invaders, la qual donà nom al gènere dels mata-marcianets; al novembre, el joc aplegà a l'Amèrica del Nord i, més tard, a la resta del món.
- 1abr
- 22jul

El 22 de juliol es fundà l'empresa Shin Nihon Kikaku.
|       | Nom i llinatges           | Activitat  | Origen   |      |
| ----- | ------------------------- | ---------- | -------- | ---- |
| 06/10 | Andreu Martínez Ferrandis | deportiste | alcudià  | 2015 |
| 06/13 | Rafael Soler i Tomás      | pilotaire  | genovesí |      |
| 11/05 | Xavier Tondo i Volpini    | ciclista   | vallenc  | 2011 |
| 06/04 | Andreu Valor              | cantautor  | contestà |      |
| 12/27 | Waldo Vila Gilabert       | pilotaire  | oliver   |      |
| 05/31 | Mika Kobayashi (小林未郁) | cantant    | japonesa |      |
| 02/03 | Liv Strömquist            | autora     | sueca    |      |

## Naixements
Les persones nascudes el 1978 faran 47 anys durant el 2025.
Països Catalans
- 27 de febrer, Palma: Neus Truyol Caimari, sociòloga i política mallorquina.[11]
- 3 de març, Terrassa: Núria Camon i Farell, jugadora d'hoquei herba, centrecampista, que participà en tres Jocs Olímpics consecutius.[12]
- 8 de març, Barcelona, Barcelonès: Sonia Fernández-Vidal, científica i escriptora catalana.[13]
- 10 de març, Barcelona: Marta Torné, actriu i presentadora de televisió catalana.
- 14 de març, Barcelona: Maria Casado Paredes, periodista i presentadora de televisió catalana.[cal citació]
- 17 de març, València: Lola Sánchez, politòloga i sociòloga valenciana, diputada al Parlament Europeu.[14]
- 20 de març, Montmeló: Montse Morillo, actriu de teatre, cinema i televisió catalana.[15]
- 22 de març, El Cabanyal, València: Glòria Tello Company, activista, sociòloga i política valenciana.[16]
- 13 d'abril, la Pobla de Segur, Pallars Jussà: Carles Puyol i Saforcada, futbolista català.[17]
- 9 de maig, 
  - Castelló de la Plana: Clara Tirado, psicòloga i política valenciana, diputada a Corts i alt càrrec de la Generalitat.[18]
  - València, País Valencià: Nieves Rebolledo Vila, Bebe, actriu i cantant espanyola.[19]
- 2 de juny, Épinal (França): Nicolas Mathieu, escriptor francès, Premi Goncourt de l'any 2018.
- 4 de juny, Reus: Noemí Llauradó i Sans, advocada i política catalana, vicealcaldessa de Reus i presidenta de la Diputació de Tarragona.[20]
- 12 de juny, l'Hospitalet de Llobregat: Tatiana Sisquella, periodista catalana (m. 2014).[21]
- 18 de juny, Barcelona: Daniel Brühl, actor germano-català.
- 15 de juliol, Figueres: Anna Teixidor i Colomer, periodista, historiadora, autora de diverses publicacions i documentals catalana.[22]
- 26 d'agost, Barcelona: Eva Baltasar i Sardà, poeta i novel·lista catalana.[23]
- 3 de setembre, Igualada: Alba Vergés i Bosch, política catalana.[24]
- 18 de setembre, Reus: Irache Quintanal, atleta catalana especialitzada en llançament.[25]
- 30 de setembre, Badalona: Juan Magán, DJ i cantant català (conegut també per el rei de l'electrollatí).
- 6 d'octubre, Barcelona: Oriol Vila i Cristóbal, actor català.
- 13 de novembre, Barcelona, Alba Ventura, pianista catalana amb una precoç trajectòria concertística.[26]
- 28 de desembre, Palma: Sandra De Jaume, artista visual mallorquina.[27]
- Barcelona: Marc Grijalvo, professor universitari i novel·lista

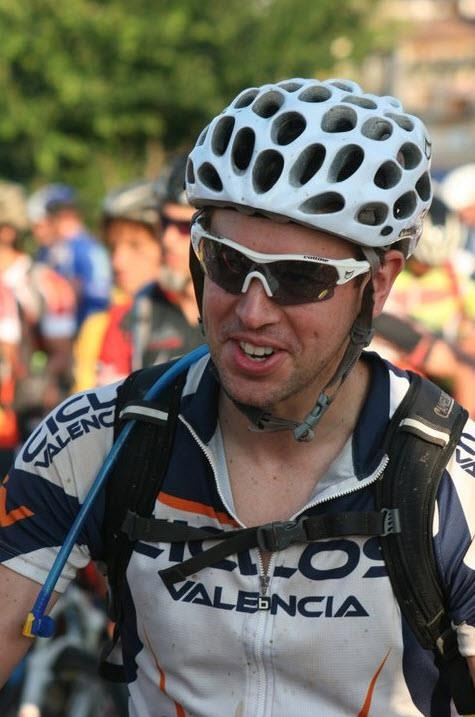
Andreu Martínez
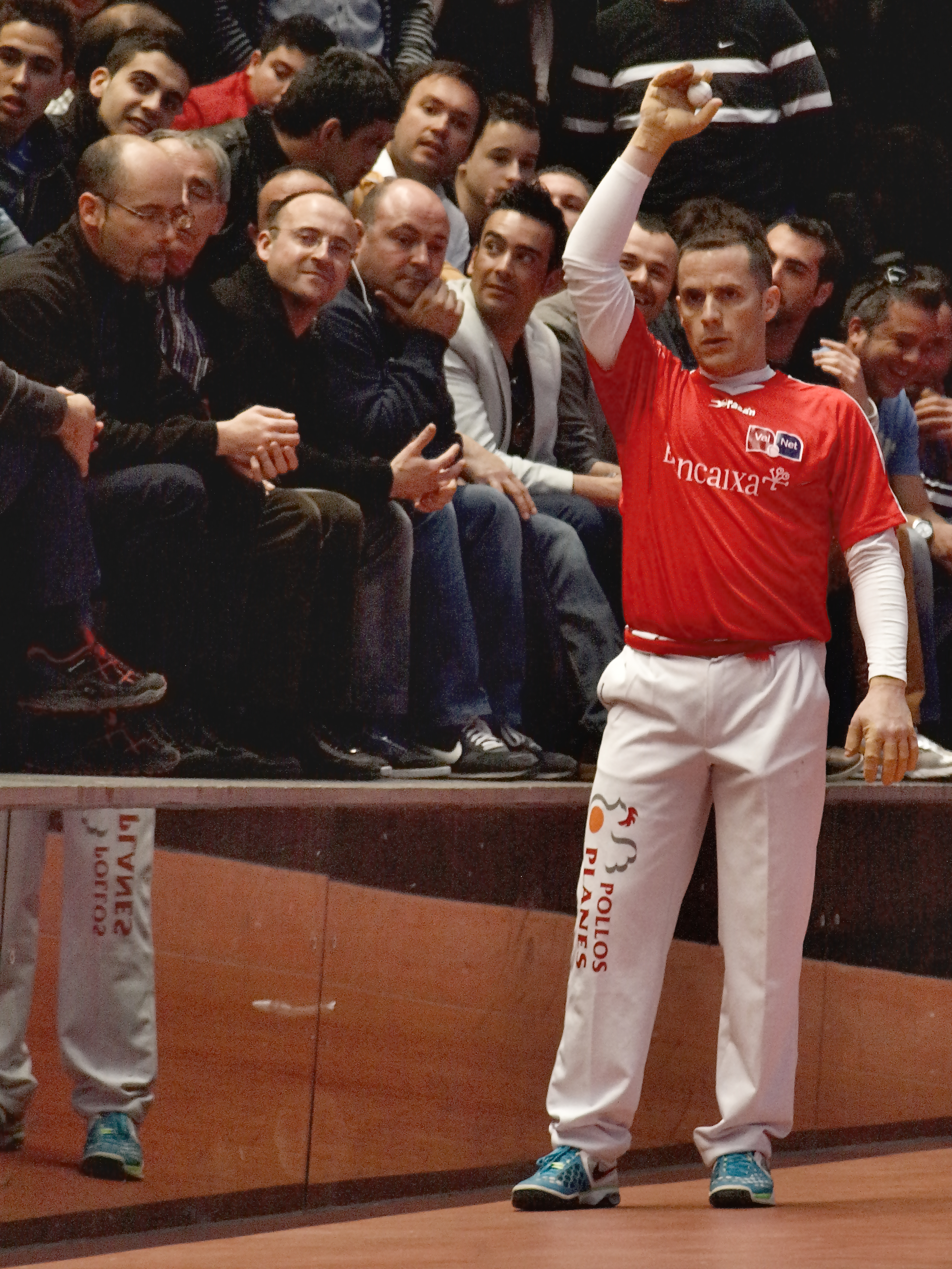
Rafael Soler León
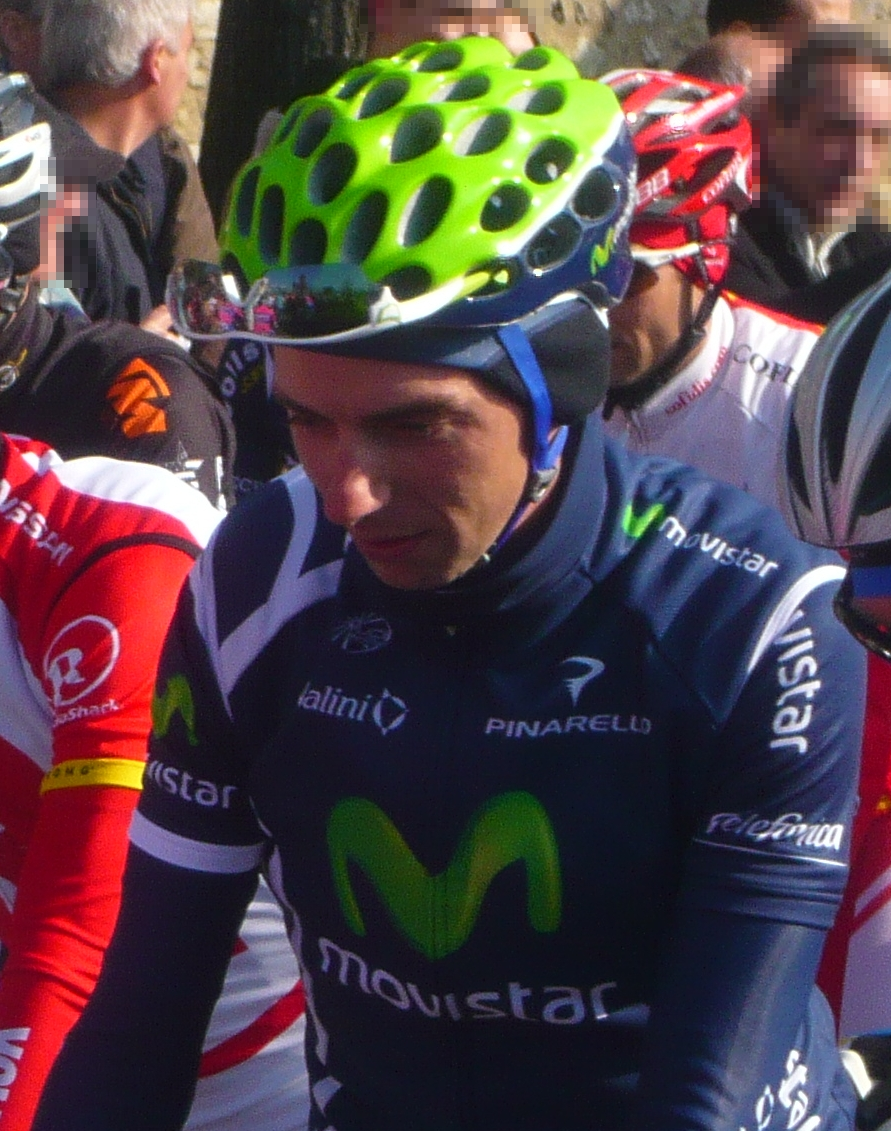
Xavier Tondo
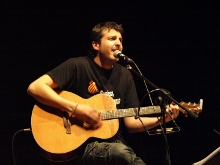
Andreu Valor
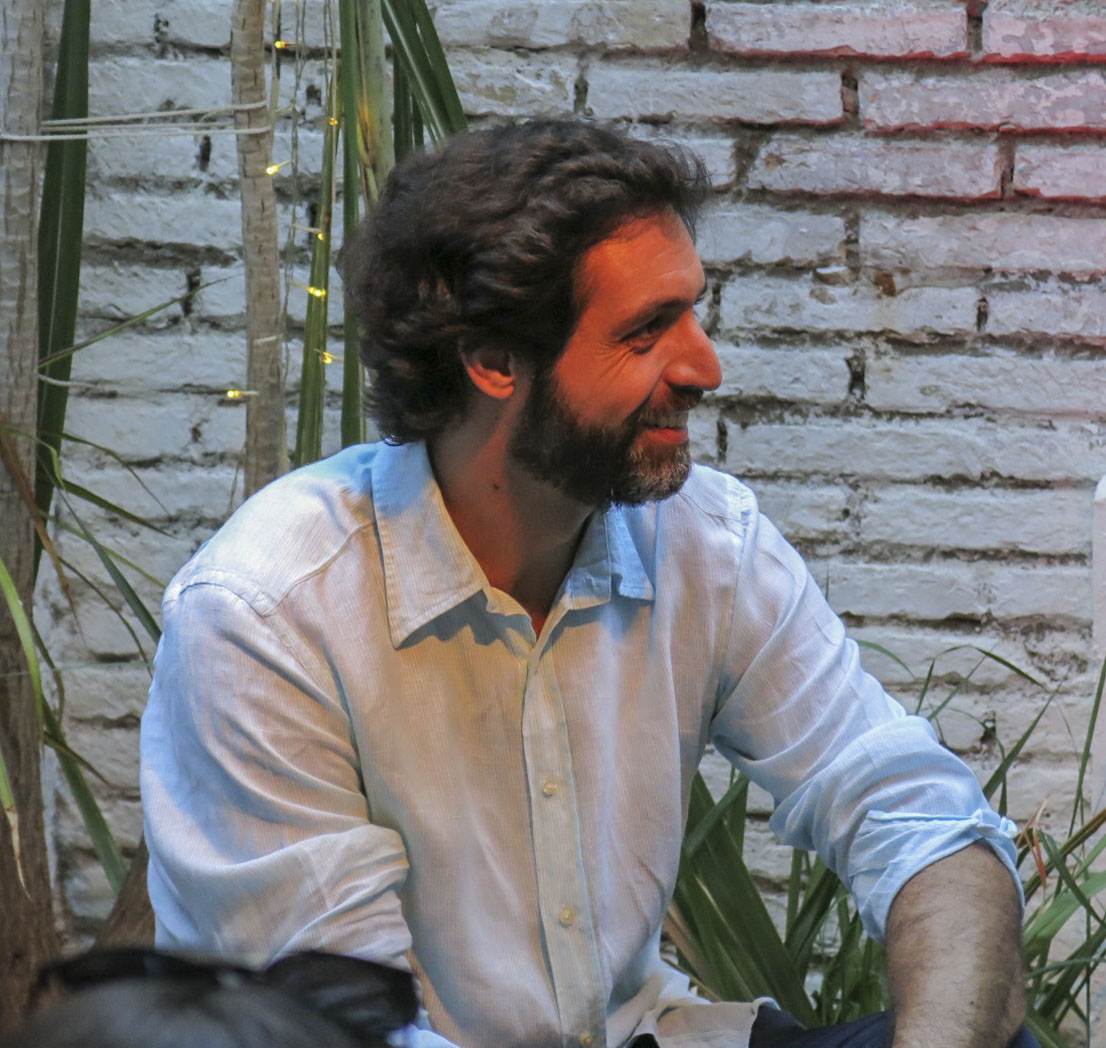
Waldo Vila
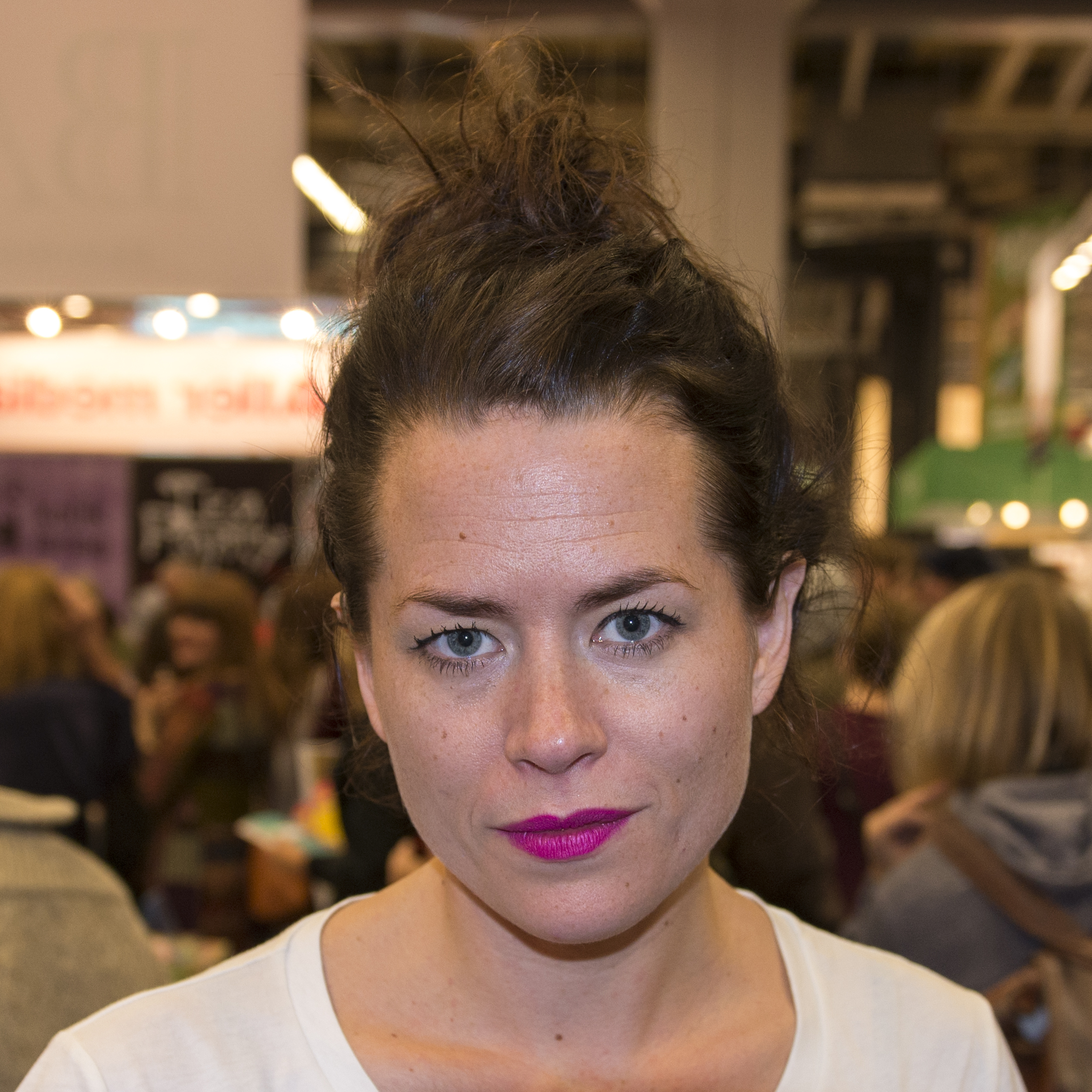
Liv Strömquist
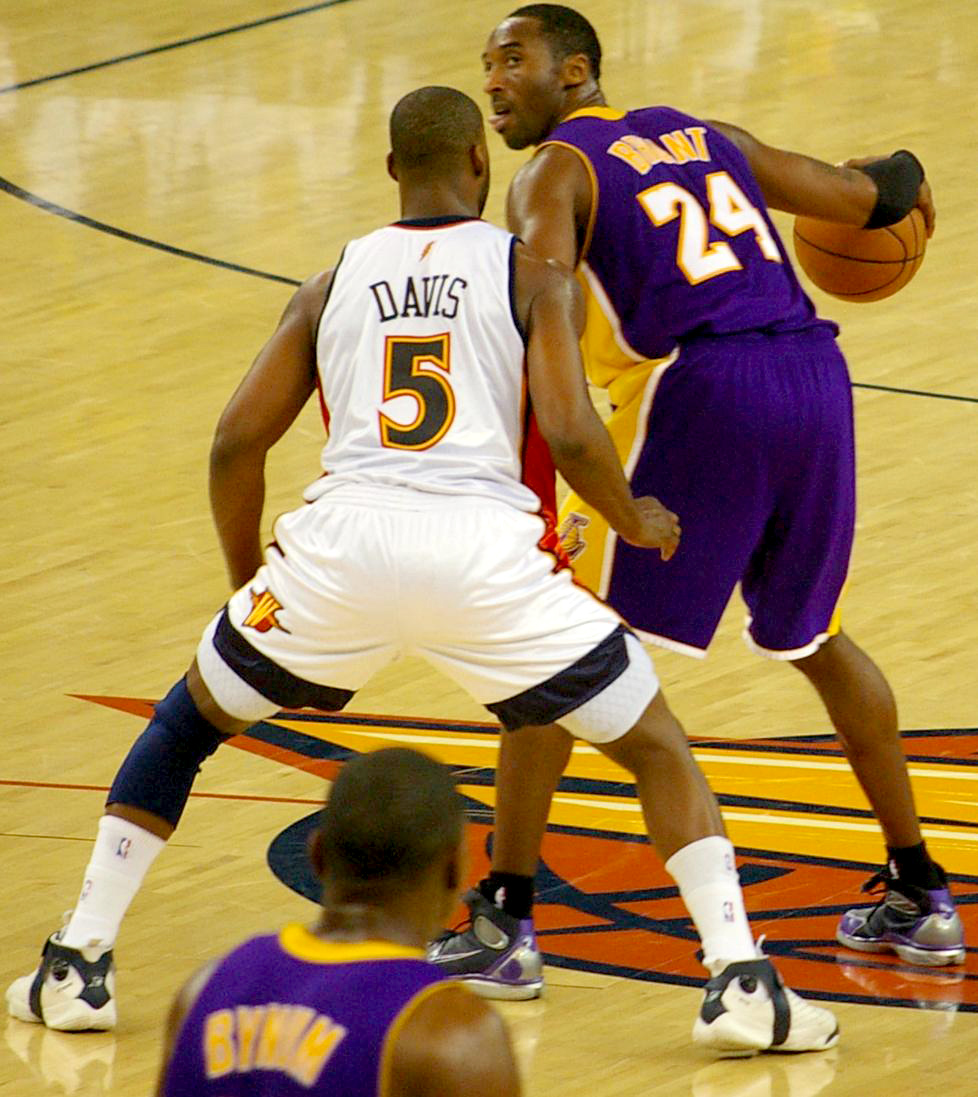
Kobe Bryant

Resta del món
- 9 de gener, Corigliano Calabro, Itàlia: Gennaro Gattuso, futbolista italià.
- 25 de gener, Kriví Rih, Ucraïna: Volodímir Zelenski, president ucraïnès.
- 14 de març, Madrid: Agustin Rueda Sierra, anarquista i antifranquista, assassinat per la policia a la presó de Carabanchel.
- 24 de març, Tòquio (Japó): Kaori Mochida, cantant japonès.
- 3 d'abril, Hamburg, Alemanya: Tommy Haas, tennista alemany.
- 21 d'abril, Perusa, Itàlia: Alessandro Brustenghi, frare franciscà italià i cantant de música religiosa amb avantpassats catalans.[28]
- 10 de maig, Fes, Marroc: Lalla Salma, primera esposa del rei Mohammed VI i Princesa del Marroc.[29]
- 26 de maig, Nova Jersey: Chris Ackerman, actor.
- 21 de maig: Briana Banks, actriu porno germano-estatunidenca.
- 1 de juny, Cava de' Tirreni, Itàlia: Antonietta Di Martino, atleta italiana.[30]
- 2 de juny, Épinal (França): Nicolas Mathieu, escriptor francès, Premi Goncourt de l'any 2018.[31]
- 5 de juny, Cintruénigo: María Chivite, política navarresa i presidenta de Navarra des de 2019.[32]
- 6 de juny: Judith Barsi, actriu
- 7 de juny, Mount Clemens, Michigan, EUA: Adrienne Frantz, actriu estatunidenca.
- 20 de juny, 
  - North Uist (Escòcia)ː Julie Fowlis, cantant escocesa de folk i música celta, que canta principalment en gaèlic escocès.[33]
  - Romford, Anglaterra: Frank Lampard, futbolista anglès.
  - EUA: Rampage Jackson, un lluitador professional
- 29 de juny, Honolulu, Hawaii: Nicole Scherzinger, cantant, compositora, ballarina, actriu, exvocalista del grup Pussycat Dolls.[34]
- 1 de juliol, Lugo: Alessandra Aguilar, corredora de llarga distància, campiona maratoniana.[35]
- 18 de juliol, Romaː Virginia Raggi, advocada italiana i alcaldessa de Roma, primera dona a ocupar aquest càrrec.[36]
- 25 de juliol, Oldham, Anglaterra: Louise Brown, funcionària anglesa, primer nascut in vitro.[37]
- 1 d'agost, Barakaldo: Begoña Maestre, actriu basca de teatre, televisió i cinema.[38]
- 6 d'agost, Vaticà, Roma: Giovanni Battista Montini, que regnà com a papa amb el nom de Pau VI (n. 1897).[39]
- 23 d'agost, Filadèlfia, EUA: Kobe Bryant, jugador de bàsquet estatunidenc (m. 2020).
- 5 de setembre: Zhang Zhong, escaquista xinès.
- 9 de setembre, Antony, França: Céline Bara, actriu pornogràfica francesa.
- 2 d'octubre, Fukuoka, Japó: Ayumi Hamasaki, cantant japonesa.
- 17 d'octubre, Madrid: Isabel Díaz Ayuso, política espanyola, (actual presidenta de la Comunitat de Madrid).
- 17 d'octubre, Madrid: Pablo Iglesias Turrión, expolític espanyol.
- 25 d'octubre, Moscou: Anna Starobínets, escriptora russa.[40]
- 28 d'octubre, Leiden: Marietje Schaake, neerlandesa militant dels Demòcrates 66
- 4 de novembre: Miha Valič, alpinista eslovè.
- 14 de novembre, Madrid: Belén Sánchez Picorelli, jugadora i entrenadora de waterpolo espanyola.[41]
- 20 de novembre, Màlaga, Espanya: Fran Perea, actor i cantant espanyol.
- 2 de desembre, Victoria (Colúmbia Britànica), Canadà: Nelly Furtado, cantant i compositora luso-canadenca.
- 7 de desembre, Jarabacoa, República Dominicana: Oscar Mejía, futbolista dominicà.
- 9 de desembre, Temperley, província de Buenos Aires, Argentina: Gastón Gaudio, tennista argentí.
- 18 de desembre, Toledo (Ohio), EUA: Katie Holmes, actriu estatunidenca.
- 23 de desembre, Peterborough, Ontario, Canadà: Estella Warren, model i actriu canadenca.
- Vincennes, França: Raynald Colom, trompetista i compositor de jazz.
- Guiza, Egipte: Ahmed Keshta, artista egipci establert a Andorra.
- Xirabê Sosina, província de Şırnak: Abdusamet Yigit, escriptor kurd que viu a Noruega.
- Ahmed Keshta - Guiza, Egipte, artista
- 24 de febrer: Garie, cantant i compositor.

## Necrològiques
Entre les morts destacades de l'any hi ha la del cantant Jacques Brel, el Papa Pau VI i el pintor Norman Rockwell.
Països Catalans
- 25 de gener, Barcelona: Joaquim Viola i Sauret, polític català, afusellat per l'Exèrcit Popular Català
- 1 de febrer, Barcelona: Domènec Guansé i Salesas, periodista, novel·lista i traductor català.
- 14 de març, Madrid: Agustín Rueda Sierra, anarquista i antifranquista català, assassinat per la policia a la presó de Carabanchel (n. 1952).
- 26 de març, Ciutat de Mèxic: Pin Crespo, actriu catalana, exiliada a Mèxic després de la Guerra Civil espanyola (n. 1921).[42]
- 25 de juny, Barcelona: Teresa Campañà i Cassi, metgessa catalana (n. 1892).[43]
- 27 de juny, València: Rosa Estruch Espinós, mestra i política valenciana, regidora republicana i alcaldessa de Vilallonga, a la Safor (n. 1915).[44]
- 4 de juliol, Barcelona: Carme Balmas i Guitart, pintora catalana (n. 1894).[45]
- 25 de juliol, Sabadell: Lluís Creus i March, promotor de l'excursionisme i activista cultural català.
- 11 de setembre, Barcelona: Gustau Muñoz, activista socialista i independentista català, militant de la UJML.
- 15 de setembre, Barcelona: Ricard Zamora, porter de futbol català que va anomenar un tipus de refús fet amb el colze „la zamorana” (77 anys).
- 14 d'octubre, Barcelona: Jordi Martínez de Foix i Llorenç, militant independentista i socialista català, mort en manipular un explosiu (21 anys).
- 19 d'octubre, l'Havana: Ramon Mercader, militar i polític català, conegut per ser l'assassí de Lev Trotski.
- 27 de desembre, Figueres (Alt Empordà): Alexandre Deulofeu i Torres, filòsof català, natural de l'Armentera.
- Vic: Camil Riera i Canudes, filòsof i teòleg (n. 1913).
- Encarnació Miquel i Girbau, escriptora, periodista i propagandista catalana.[46]

Resta del món
- 14 de gener, Princeton, Nova Jersey, Estats Units d'Amèrica: Kurt Gödel, matemàtic austríac-americà conegut pel seu teorema d'incompletesa (71 anys).
- 15 de gener, París: Thérèse Bonney, fotoperiodista, fotògrafa de guerra i publicista nord-americana (n. 1894).[47]
- 27 de gener, Cépet: Marguerite Canal, compositora i directora tolosana (n. 1890).[48]
- 11 de febrer, Estocolm (Suècia): Harry Martinson, poeta suec, Premi Nobel de Literatura de l'any 1974 (n. 1904).
- 17 de febrer, Roma: Luisa Banti, arqueòloga, historiadora de l'art i pedagoga italiana.[49]
- 12 d'abril, Gràbels (França): Joseph Delteil, escriptor i poeta francès (n. 1894).[50]
- 13 d'abril, Lagos, Nigèria: Funmilayo Ransome-Kuti, feminista nigeriana.[51]
- 1 de maig, Moscou: Aram Khatxaturian, compositor georgià d'origen armeni (n. 1903).[52]
- 9 de maig, Roma, Itàlia: Aldo Moro, polític italià, militant de la Democràcia Cristiana Italiana (assassinat per les Brigades Roges que el mantenien segrestat) (n. 1916).[53]
- 26 de maig, Beaconsfield, Buckinghamshire, prop de Londres: Tamara Karsàvina, ballarina russa (n. 1885).[54]
- 27 de maig, desapareguda a Buenos Aires: Adriana Inés Acosta, militant política i jugadora d'hoquei sobre herba argentina (n. 1956).[55]
- 31 de maig, Gotha, Alemanya: Hannah Höch, artista plàstica i fotògrafa integrada en el dadaisme, pionera del fotomuntatge (n.1889).[56]
- 2 de juny, Madrid, Espanya: Santiago Bernabéu Yeste, directiu espanyol, president del Reial Madrid.
- 4 de juny, Santa Barbara (Califòrnia): Jorge de Sena, escriptor portuguès (n. 1919).
- 7 de juny, Cambridge (Anglaterra): Ronald George Wreyford Norrish, químic anglès, Premi Nobel de Química de l'any 1967 (n. 1897).[57]
- 12 de juny, Pequín (Xina): Guo Moruo (en xinès simplificat: 郭沫若) també conegut com a Dingtang (鼎堂), és el pseudònim del poeta, dramaturg, assagista i historiador xinès Guo Khaizen (n. 1892).
- 2 d'agost, Ciutat de Mèxic, Mèxic: Carlos Chávez, compositor mexicà (n. 1899).[58]
- 6 d'agost, Ciutat del Vaticà: Pau VI, 262è Papa de Roma.
- 22 d'agost, Mombasa, (Kenya): Jomo Kenyatta (nom tribal, Kamau wa Ngengi), polític africà, Primer Ministre (1963-1964) i President (1964 – 1978) de Kenya després de la independència (n. 1892).[59]
- 28 d'agost, Tuar Mhic Éadaigh, Irlanda: Robert Shaw, actor, guionista i escriptor anglès.[60]
- 26 de setembre, Estocolm, Suècia: Manne Siegbahn, Premi Nobel de Física de 1924 (n. 1886).
- Octubre, Estats Units: Carl Hugo Grimm, organista i compositor.
- 8 d'octubre, Los Angeles, Estats Units - Bertha Parker Pallan, arqueòloga.[61]
- 9 d'octubre, Bobigny, França: Jacques Brel, cantant melòdic belga.[62]
- 8 de novembre, Stockbridge, EUA: Norman Rockwell, il·lustrador, fotògraf i pintor nord-americà (n. 1894).[63]
- 12 de novembre, Ginebra: Henriette Ith-Wille, una esperantista i pacifista suïssa (n. 1885).[64]
- 15 de novembre, Nova York: Margaret Mead, etnòloga, antropòloga, professora i investigadora pionera estatunidenca (n. 1901).[65]
- 20 de novembre: Leslie Hurry, artista i escenògraf de ballet, teatre i òpera
- 30 de novembre, Graz, Estíria, Àustria: Norbertine Bresslern-Roth, pintora, il·lustradora i gravadora austríaca (n. 1891).[66]
- 8 de desembre, Jerusalem, Israel: Golda Meïr, primera dona a arribar al càrrec de primer ministre d'Israel.[59]
- Bedřich Voldan, compositor i musicòleg txec.